# جنگ رزها (بازی ویدئویی)
 جنگ رزها  یک بازی اکشن و هک اند اسلش محصول فتشارک است. این بازی توسط  پارادوکس اینتراکتیو منتشر شده است. همانطور که از نامش مشخص است، این بازی در دوران جنگ رزها در انگلستان در قرن ۱۵ام میلادی قرار دارد.  این بازی در ۲ اکتبر ۲۰۱۲ منتشر شده است.
ادامه این بازی، یعنی جنگ وایکینگ‌ها ، در سال ۲۰۱۴ عرضه شد.